# George Reeves
George Reeves (født George Keefer Brewer, 5. januar 1914 – 16. juni 1959) var en amerikansk skuespiller bedst kendt for rollen som Superman i 1950-tvserien Adventures of Superman.